# Idaea cerussina
Idaea cerussina là một loài bướm đêm trong họ Geometridae.